# Creugas gulosus
Creugas gulosus är en spindelart som beskrevs av Tord Tamerlan Teodor Thorell 1878. Creugas gulosus ingår i släktet Creugas och familjen flinkspindlar. Inga underarter finns listade i Catalogue of Life.